# 제노플랜
제노플랜(Genoplan Inc.)은 유전자 분석 기반의 다양한 서비스를 제공하는 글로벌 생명공학 기업이다. 2014년에 설립되었으며 미국에 본사를 두고있다. 그 외 일본, 싱가포르, 한국에 법인을 두고 있다.

## 연혁
2014년 | 개인 유전자 검사 시장 개척을 위한 도전
- Genoplan Korea Inc. 법인 설립
- 2014 글로벌K-스타트업 3관왕 수상(글로벌K-스타트업 최우수상, 퀄컴∙구글 특별상, 요즈마그룹 특별상)[2][3]
- 미국 East meet West 스타트업 대회 1위 수상[4]

2015~2016년 | 개인 유전자 검사 서비스 대표 기업으로 성장 가능성 발현
- Genoplan Inc. 미국 법인 설립
- Genoplan Korea Inc. 기업부설연구소 인정
- Genoplan Korea Inc. 질병관리본부 유전자검사기관 신고·등록
- Genoplan Japan Inc. 법인 설립[5]
- Series A 투자 유치[6]
- 대한민국 미래창조과학부 창의도전형 SW R&D 지원사업 선정[7]
- 대한민국 미래창조과학부 2015 K-Global 300 선정[8]
- 대한민국 중소벤처기업부 벤처기업 인증(~2020년)
- 헬스&뷰티 서비스 [Genoplan Fit] 출시[9]

2017년 | 개인 유전자 정보의 대중화를 위한 역량 제고
- 아시아 최초 유전자 분석 전자동화 시스템 구축
- 유전자 분석기술 [DPMO] 개발
- 스포츠 서비스 [피트니스] 출시
- 웰빙&뷰티 서비스 [웰니스] 출시
- 질환 예측 서비스 [암], [암+일반질환] 출시
- 베이비 서비스 [키즈] 출시

2018년 | 성공적인 투자 유치를 통한 사업 기반 강화
- Series B 투자 유치[10][11]
- Genoplan Korea Inc. 본사 이전
- Microarray 분석 장비 도입하여 유전자 분석 기술 고도화 추진[12][13]

2019~2020년 | 사업 영역의 확대 및 다각화를 위한 글로벌 시장 진출
- Genoplan Singapore Pte Inc. 법인 설립[14]
- Genoplan Japan Inc. 도쿄 오피스 확장
- 두바이, 호주, 대만 사업 진출
- 대한민국 중소벤처기업부 창업성장 기술개발 사업 선정
- 암, 일반질환, 체질 예측 서비스 [Genoplan] 출시
- 품질경영시스템 국제 표준 ISO 9001 인증
- 정보보호 관리체계 국제 표준 ISO 27001 인증
- 신종 코로나 바이러스(COVID-19) PCR 검사 서비스 출시[15]

## 회사 위치
[본사] 2140 S Dupont Highway, Camden, DE 19934, Kent County, USA
[제노플랜재팬] (후쿠오카) #221 Fias, 4-1 Kyudai Shinmachi, Nishi-Ku, Fukuoka, Japan | (도쿄) Level 8, 7-7-7 Roppongi, Minato-ku, Tokyo, Japan
[제노플랜싱가포르] 438 Alexandra Road, #17-02/03 Alexandra Point, 119958, Singapore
[제노플랜코리아] 대한민국 서울특별시 서초구 강남대로 465 강남교보타워 B동 21층

## 사업 및 판매 제품
제노플랜은 BIO 기술에 Data Science, IT 기술을 접목하여 유전자 분석 기반 연구를 수행한다. 이를 통해 유전자 검사, 파트너 사업과 연계한 맞춤형 헬스케어, 유전자 분석 연구 수탁 사업 등을 전개하고 있다.
대표 판매 제품으로는 ‘제노플랜 유전자 검사’와 ‘신종 코로나 바이러스(COVID-19) PCR 검사’ 서비스가 있다.

[제노플랜 유전자 검사]
타액에서 DNA를 추출하여 유전자칩(Microarray)으로 70만 개 이상의 유전자 변이를 분석한다. 이를 토대로 개인의 암, 일반질환, 체질까지 전체 500개 항목의 질환 발병 위험도와 체질의 경향성을 예측하여 개개인에게 결과를 제공한다. 본 검사 서비스를 이용한 고객은 검사 결과를 통해 자신에게 취약한 질환을 파악하고 그에 적합한 건강 관리를 계획 및 실행할 수 있게 된다.
서비스 이용 방법은 다음과 같다.
고객이 온라인으로 검사를 신청하면 유전자 검사 키트가 배송된다. 이후 고객이 키트에 동봉된 타액수집기를 이용하여 직접 타액을 채취한다. 채취가 완료된 검체는 제노플랜 연구소로 보내면 된다. 검사 결과는 검체가 제노플랜 연구소에 도착한 날로부터 10영업일 이내에 제노플랜 웹사이트(genoplan.com)와 모바일 앱에서 확인할 수 있다.

[신종 코로나 바이러스(COVID-19) PCR 검사]
타액에서 RNA를 추출하여 PCR 검사로 신종 코로나 바이러스 검출 유무를 확인 후 개인에게 결과를 제공한다. 본 검사 서비스를 이용한 고객은 의료 기관 방문 없이 온라인으로 검사를 신청하고, 결과를 확인할 수 있다.
서비스 이용 방법은 다음과 같다.
고객이 온라인으로 검사를 신청하면 신종 코로나 바이러스(COVID-19) PCR 검사 키트가 배송된다. 이후 고객이 키트에 동봉된 타액수집기 세트를 이용하여 직접 타액을 채취한다. 채취가 완료된 검체는 제노플랜 연구소로 보내면 된다. 검사 결과는 검체가 제노플랜 연구소에 도착한 후 72시간 이내에 제노플랜 웹사이트(genoplan.com)와 모바일 앱에서 확인할 수 있다.